# Afan Lido Football Club
L'Afan Lido Football Club és un club de futbol gal·lès de la ciutat de Port Talbot.

## Història
El club va ser fundat l'any 1967. Fou membre fundador de la League of Wales el 1992, i guanyador de les dues primeres edicions de la copa de la Lliga gal·lesa de futbol els anys 1992-93 i 1993-94. Fou finalista de la copa nacional la temporada 2006-07 en la que fou derrotat pel Carmarthen Town per 3-2.

## Palmarès
- Copa de la Lliga gal·lesa de futbol: 
  - 1992-93, 1993-94, 2011-12